# Liste der Bodendenkmäler in Schöllnach
Auf dieser Seite sind die Bodendenkmäler in dem niederbayerischen Markt Schöllnach zusammengestellt. Diese Tabelle ist eine Teilliste der Liste der Bodendenkmäler in Bayern. Grundlage ist die Bayerische Denkmalliste, die auf Basis des Bayerischen Denkmalschutzgesetzes vom 1. Oktober 1973 erstmals erstellt wurde und seither durch das Bayerische Landesamt für Denkmalpflege geführt wird. Die folgenden Angaben ersetzen nicht die rechtsverbindliche Auskunft der Denkmalschutzbehörde.

## Bodendenkmäler in Schöllnach

### Bodendenkmäler in der Gemarkung Riggerding
| Lage                  | Objekt                                                                       | Akten-Nr.     | Bild |
| --------------------- | ---------------------------------------------------------------------------- | ------------- | ---- |
| Riggerding (Standort) | Untertägige frühneuzeitliche Befunde im Bereich der Hofwüstung bei Daxstein. | D-2-7145-0094 |      |

### Bodendenkmäler in der Gemarkung Schwanenkirchen
| Lage                       | Objekt | Akten-Nr.     | Bild |
| -------------------------- | --- | ------------- | ---- |
| Schwanenkirchen (Standort) | Ringwall des frühen Mittelalters.                                                                             | D-2-7244-0114 |      |
| Schwanenkirchen (Standort) | Untertägige mittelalterliche und frühneuzeitliche Befunde im Bereich der Hofwüstung südöstlich von Neuhofen.  | D-2-7244-0209 |      |
| Schwanenkirchen (Standort) | Untertägige mittelalterliche und frühneuzeitliche Befunde im Bereich der Hofwüstung südwestlich von Neuhofen. | D-2-7244-0210 |      |

### Bodendenkmäler in der Gemarkung Schöllnach
| Lage                  | Objekt | Akten-Nr.     | Bild |
| --------------------- | --- | ------------- | ---- |
| Schöllnach (Standort) | Untertägige frühneuzeitliche Befunde im Bereich von Hofwüstungen bei Rieden. | D-2-7244-0211 |      |
| Schöllnach (Standort) | Untertägige mittelalterliche und frühneuzeitliche Befunde im Bereich der ehemaligen Wasserburg und des Vorburgareals bzw. des frühneuzeitlichen Hofmarksschlosses von Schöllnach. | D-2-7245-0002 |      |
| Schöllnach (Standort) | Untertägige mittelalterliche und frühneuzeitliche Befunde im Bereich des Kirchhofes und der katholischen Pfarrkirche St. Johannes der Täufer in Schöllnach.                       | D-2-7245-0018 |      |
| Schöllnach (Standort) | Untertägige frühneuzeitliche Befunde im Bereich der katholischen Nebenkirche Maria Hilf in Schöllnach.                                                                            | D-2-7245-0136 |      |

### Bodendenkmäler in der Gemarkung Taiding
| Lage               | Objekt                     | Akten-Nr.     | Bild |
| ------------------ | -------------------------- | ------------- | ---- |
| Taiding (Standort) | Erdstall des Mittelalters. | D-2-7245-0135 |      |